# Hellebroek
Hellebroek (Limburgs: Hèllebrook) is een buurtschap van Nuth in het Geleenbeekdal in de gemeente Beekdaelen, in de Nederlandse provincie Limburg. Het woord broek verwijst naar een zompig gebied. De 80 boerderijen en huizen bevinden zich in lintbebouwing langs de weg Hellebroek van Wijnandsrade naar Laar. Drie daarvan hebben de status van rijksmonument. Langs deze weg staat tevens de Onze-Lieve-Vrouw-Sterre-der-Zeekapel.

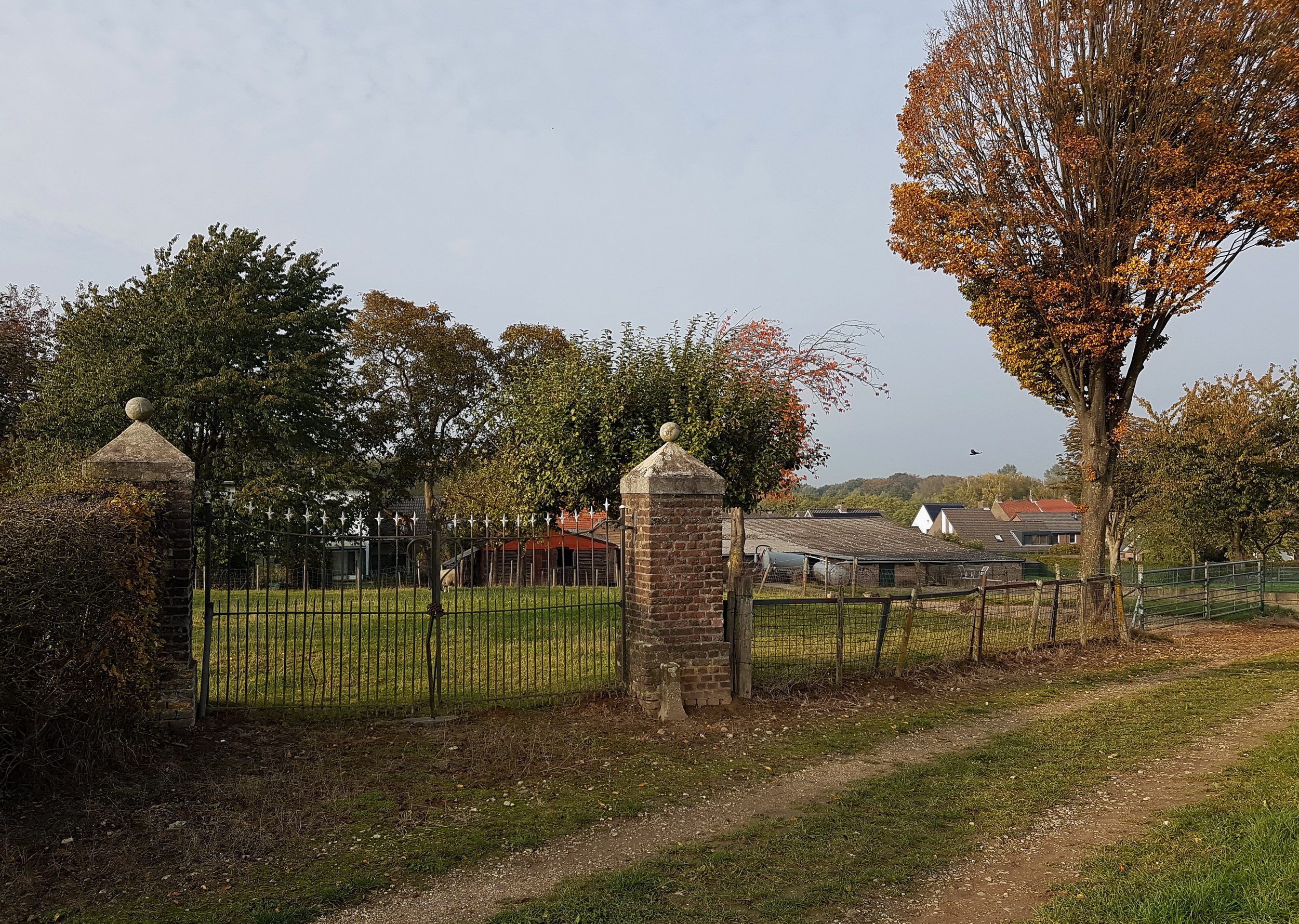
Zicht op boerderijen vanaf Vleugelsweg
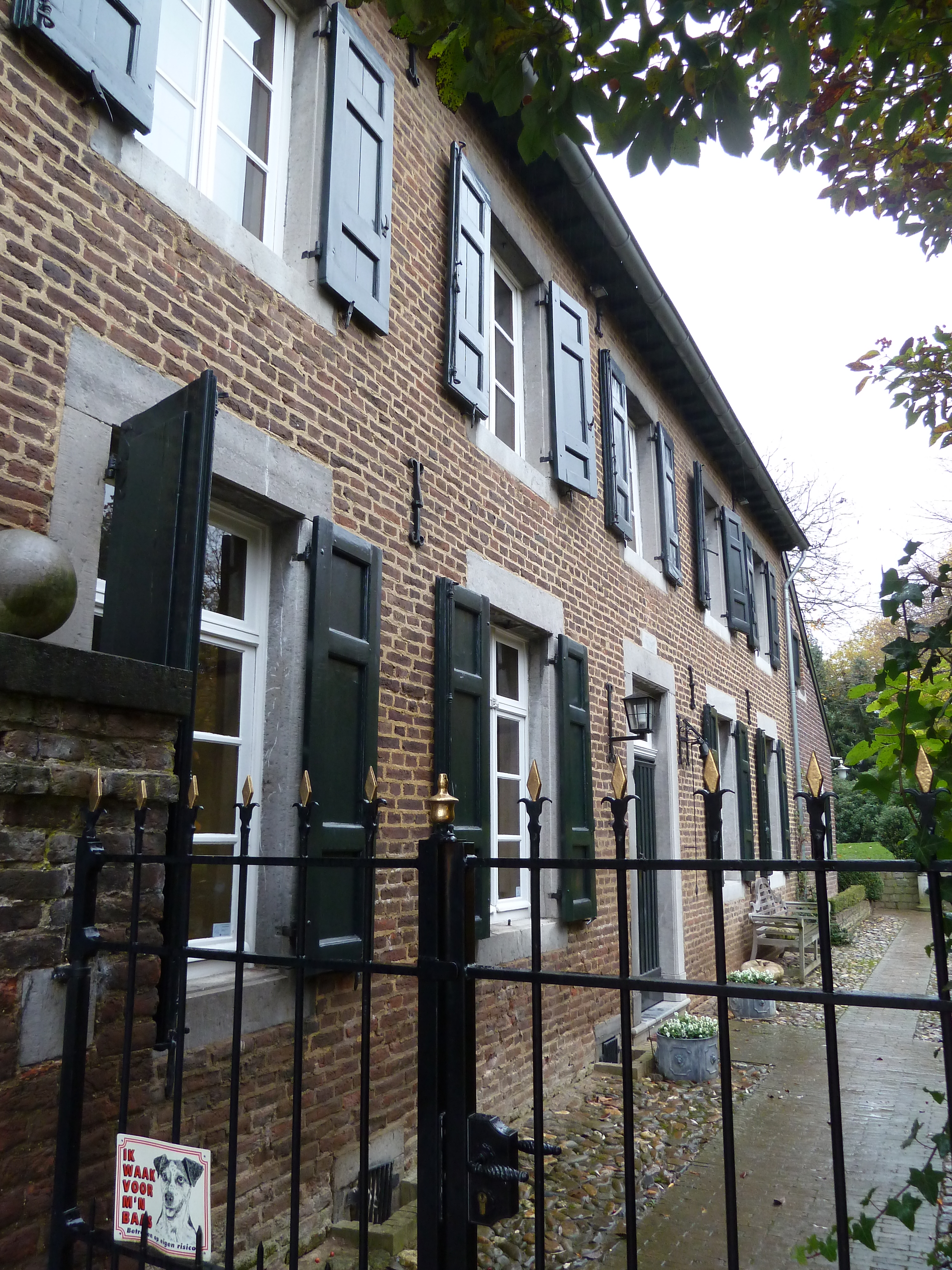
Rijksmonument Hellebroek 32
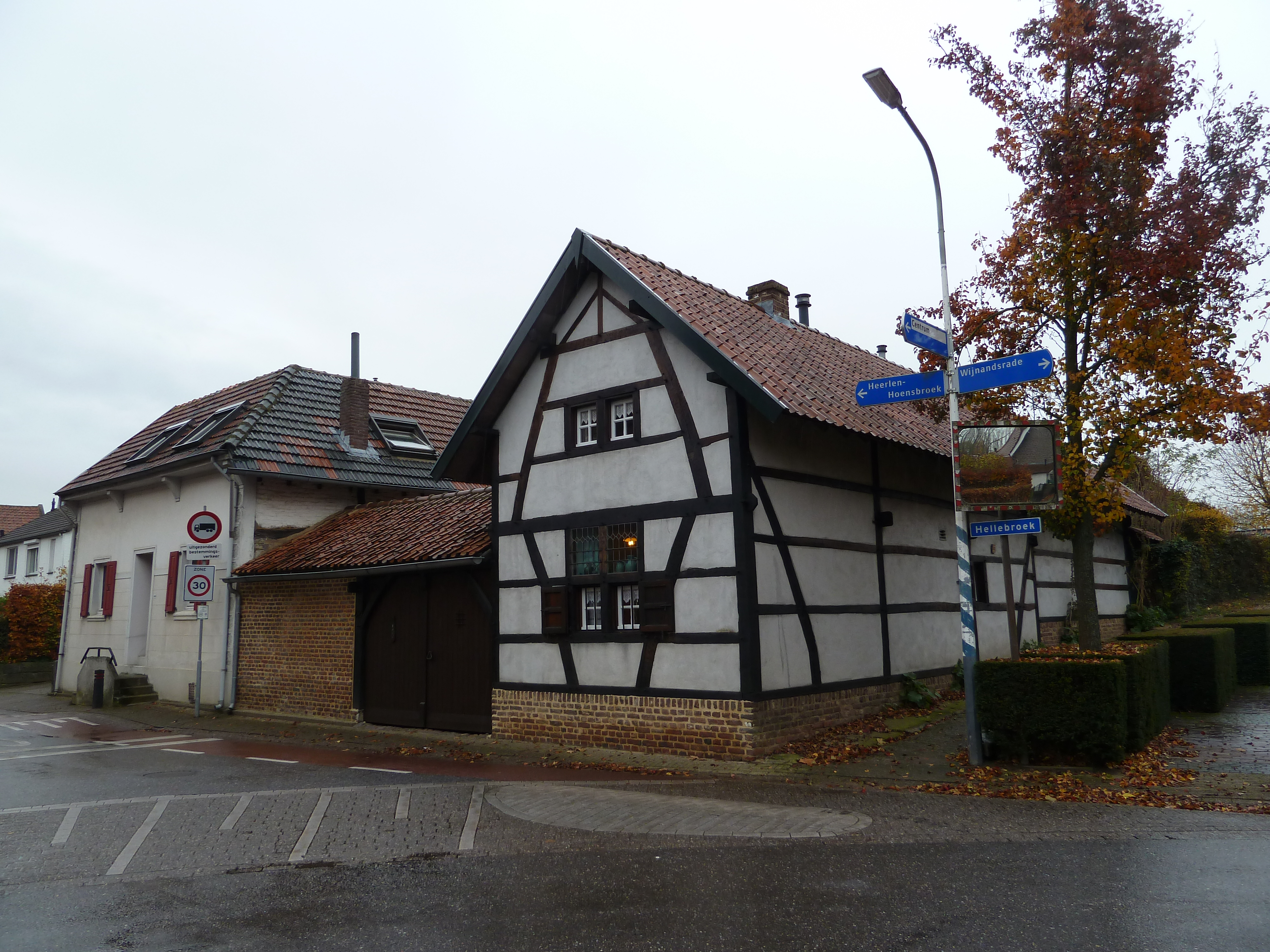
Rijksmonument Hellebroek 44

Dorpen: Aalbeek · Amstenrade · Arensgenhout · Bingelrade · Doenrade · Hulsberg · Jabeek · Merkelbeek · Nuth · Oirsbeek · Puth · Schimmert · Schinnen · Schinveld · Sweikhuizen · Vaesrade · Wijnandsrade

Buurtschappen en gehuchten: Bovenste Puth · Brand · Breinder · Brommelen · Daniken (deels) · Douvergenhout · Etzenrade · Gracht · Grijzegrubben · Haasdal · Hegge · Heisterbrug · Helle · Hellebroek · Hommert · Hunnecum · Kamp · Kathagen · Klein-Doenrade · Kleingenhout · Kling · Kruis · Laar · Leeuw · Nagelbeek · Nierhoven · Oensel · Onderste Puth · Op de Bies · Op den Hering · Oppeven · Reuken · Swier · Terstraten · Tervoorst · Thull · Viel · Vink · Wintraak · Wissengracht · Wolfhagen

Limburg: Steden en dorpen      Nederland: Provincies · Gemeenten